# Pavel Nerad
Pavel Nerad (1920 – 10. března 1976) byl československý basketbalista, mistr Evropy 1946 a sportovní novinář.
V basketbalové lize hrál za kluby Viktoria Žižkov a AC Sparta Praha. Získal s týmem tři pátá místa (1944, 1947, 1948).
Československo reprezentoval na Mistrovství Evropy v basketbale 1946 v Ženevě (1. místo). Za reprezentační družstvo Československa v letech 1946-1948 hrál celkem 28 zápasů. 

## Sportovní kariéra

### Hráč klubů
- 1945-1946 Viktoria Žižkov
- 1943-1944, 1946-1948 AC Sparta Praha - 3x 5. místo (1944, 1947, 1948)

### Československo
- Mistrovství Evropy 1946 Ženeva, mistr Evropy

### Knihy
- Vladimír Heger, Eva Křížová, Pavel Nerad : Mladí hrají košíkovou, Praha : STN, 1963, 112s
- Pavel Nerad, Emil Velenský : Historie československé košíkové, Praha : Výbor basketbalového svazu ÚV ČSTV, Zpravodaj 1983, č.37, s.1-15